# 東京音楽大学付属高等学校
東京音楽大学付属高等学校（とうきょうおんがくだいがくふぞくこうとうがっこう、英称：Tokyo College of Music High School）は、東京都豊島区南池袋三丁目に所在する音楽高等学校。東京音楽大学の付属学校である。

## 概要
日本の私立音楽大学の中で最も古い歴史を持つ東京音楽大学（旧：東洋音楽大学）に付属する専門高校として1932年（昭和7年）に創立された。
早期における音楽教育の必要に沿って、東京音楽大学での教育に向けた準備をするカリキュラムを中心としており、多くの在校生が附属の東京音楽大学へ進学している。音楽における高等学校としての側面の他、一般科目についても同等以上の教育体制を取っており、在校生が音楽大学以外に進学する場合や、芸能界に進む有名人も多い。

## 沿革
- 1932年 東洋音楽学校普通科設立
- 1943年 東洋高等実業女学校に改める
- 1949年 東洋高等学校（音楽科）に改める
- 1963年 大学設置に伴い、東洋音楽大学付属高等学校に改める
- 1969年 東京音楽大学付属高等学校と改称、現在に至る
- 2020年 池袋キャンパス J館に移転[1]

## 学校生活

### 施設・設備
主な施設として東京音楽大学Ａ館、付属高等学校校舎、東京音楽大学100周年記念ホール、東京音楽大学Ｊ館スタジオが挙げられる。また、東京音楽大学内の練習室など、東京音楽大学関連施設を付属高校生も利用できる。

### 教育課程
音楽関連授業は音楽理論、ソルフェージュ、演奏研究、音楽史、合唱、ピアノアンサンブル、オーケストラ、室内楽、吹奏楽、合奏などの音楽実技科目・音楽科目となっており、専門的授業が展開されている。優れた音楽環境にて
専攻実技のレッスンは毎週行われる。極自然に必須でもある個々の情操向上が育まれる。
管弦打楽器、声楽専攻等は副科ピアノのレッスンも毎週行われる。

### 進路
東京音楽大学への内部入学者が多数ではあるが、留学する者や、東京芸術大学等、他大学への進学者も毎年いる。

### 部活動
基本的に、部活動は一切行っていない。しかし、複数人が集い、同好会のような形で活動しているグループもある。

## 主な教員
- ピアノ - 岡田敦子、清水和音、野島稔、村上隆、小川典子、エリソ・ヴィルサラーゼ、ロナン・オーラ
- 声楽 - 小森輝彦、菅有実子、川上洋司、佐野成宏、伊達英二
- チェンバロ - 渡邊順生、大塚直哉
- ヴァイオリン - 荒井英治、大谷康子、木野雅之、山口裕之、海野義雄、藤原浜雄、小栗まち絵、原田幸一郎、神尾真由子
- ヴィオラ - 店村眞積
- チェロ - 鈴木秀美、堀了介、毛利伯郎、永島義男
- クラシック・ギター - 荘村清志
- フルート - 工藤重典、相澤政宏、三上明子
- オーボエ - 宮本文昭
- サクソフォーン - 小串俊寿
- ホルン - 水野信行、吉永雅人
- トランペット - 栃本浩規
- テューバ - 次田心平
- ユーフォニアム - 外囿祥一郎
- 打楽器 - 神谷百子
- 作曲 - 糀場富美子、西村朗、池辺晋一郎、北爪道夫、新実徳英、細川俊夫、原田敬子、伊左治直、川島素晴、中橋愛生、久田典子

## 主な出身者
- 小林萌花（ハロー!プロジェクト/BEYOOOOONDSメンバー）
- 辻井伸行（ピアニスト）
- 丸山凪乃（ピアニスト）
- 藤田真央（ピアニスト）
- 林美智子（声楽家）
- 藤田英大（チューバ）
- 金子三勇士（ピアニスト）
- 吉永雅人（ホルン奏者）
- 西山まりえ（ハープ・チェンバロ奏者）
- 鈴木竜哉（指揮者）
- 宮本笑里（ヴァイオリン奏者）
- 小川典子（ピアニスト）
- 江草啓太（ピアニスト）
- MOKA♛*.（ピアニスト）
- 仙道さおり(パーカッショニスト)
- 松井咲子（タレント・元AKB48）
- 伊賀あゆみ（ピアニスト）
- 佐藤ひでこ（ピアニスト / 中退）
- 鈴木ゆうは（タレント、ピアニスト）

## 交通
- 東京メトロ副都心線雑司ヶ谷駅 徒歩5分。